# Stikkfrí
Stikkfrí é um filme de drama islandês de 1997 dirigido e escrito por Ari Kristinsson. Foi selecionado como representante da Islândia à edição do Oscar 1998, organizada pela Academia de Artes e Ciências Cinematográficas.

## Elenco
- Bergþóra Aradóttir - Sofie
- Freydís Kristófersdóttir - Yrsa
- Edda Heidrún Backman - Mamma Yrsu
- Halldóra Björnsdóttir - Mamma Hrefnu
- Maria Ellingsen - Pálina
- Bergsveinn Eyland - Kerru strákur
- Halldóra Geirharðsdóttir - Margrét 'Magga'